# Salvatore Sterck
Salvador (Salvatore) Sterck (Amsterdam, 6 mei 1895 – Leeuwarden, 16 juni 1965) was een Nederlands altviolist en dirigent.
Hij was zoon van Rachel de Vita (haar vader heette Salvador Haim) en Louis Sterck, muziekonderwijzer en leider van Vioolschool Louis Sterck, wonende aan de Amstel (huisnummer 108) te Amsterdam. Hijzelf was in 1924 getrouwd met violiste Jenny/Jinke Rodenhuis, dochter van een concertzaalhouder ("Concertzaal Rodenhuis" aan de Breedstraat).
Hij kreeg zijn muzieklessen van zijn vader. Salvatore Sterck was van huis uit altviolist, maar bespeelde ook de viola d'amore. Dirigent Jan Paardekoper (leerling van Louis Sterck) van de Leeuwarden Orkestvereeniging zag wel iets in deze musicus en nam hem op in zijn orkest en gaf hem ook een functie van leraar aan de Stedelijke Muziekschool. Het is dan 1918. Sterck fungeerde ook wel als tweede concertmeester in dat orkest. Sterck zou na de opheffing van dat orkest in 1934 zelf een ensemble samenstellen onder de naam Serioso, ook speelde hij bij Collegium Musicorum en was hij lid van het Leeuwarder Strijkkwartet. Die ensembles speelden in en om Leeuwarden uitvoeringen en waren een enkele keer op de radio (Regionale Omroep Noord) te beluisteren. In de jaren zestig had hij, nadat hij het orkest had verlaten, een eigen muziekschool School voor serieuze muziekbeoefening aan de Bleeklaan 53.
Sterck was reislustig, reisde heel West-Europa door, maar deed ook Algiers aan.
Hij overleed op 70-jarige leeftijd in het Diakonessenhuis te Leeuwarden en werd in Groningen gecremeerd.